# Pieter Goemansbrug

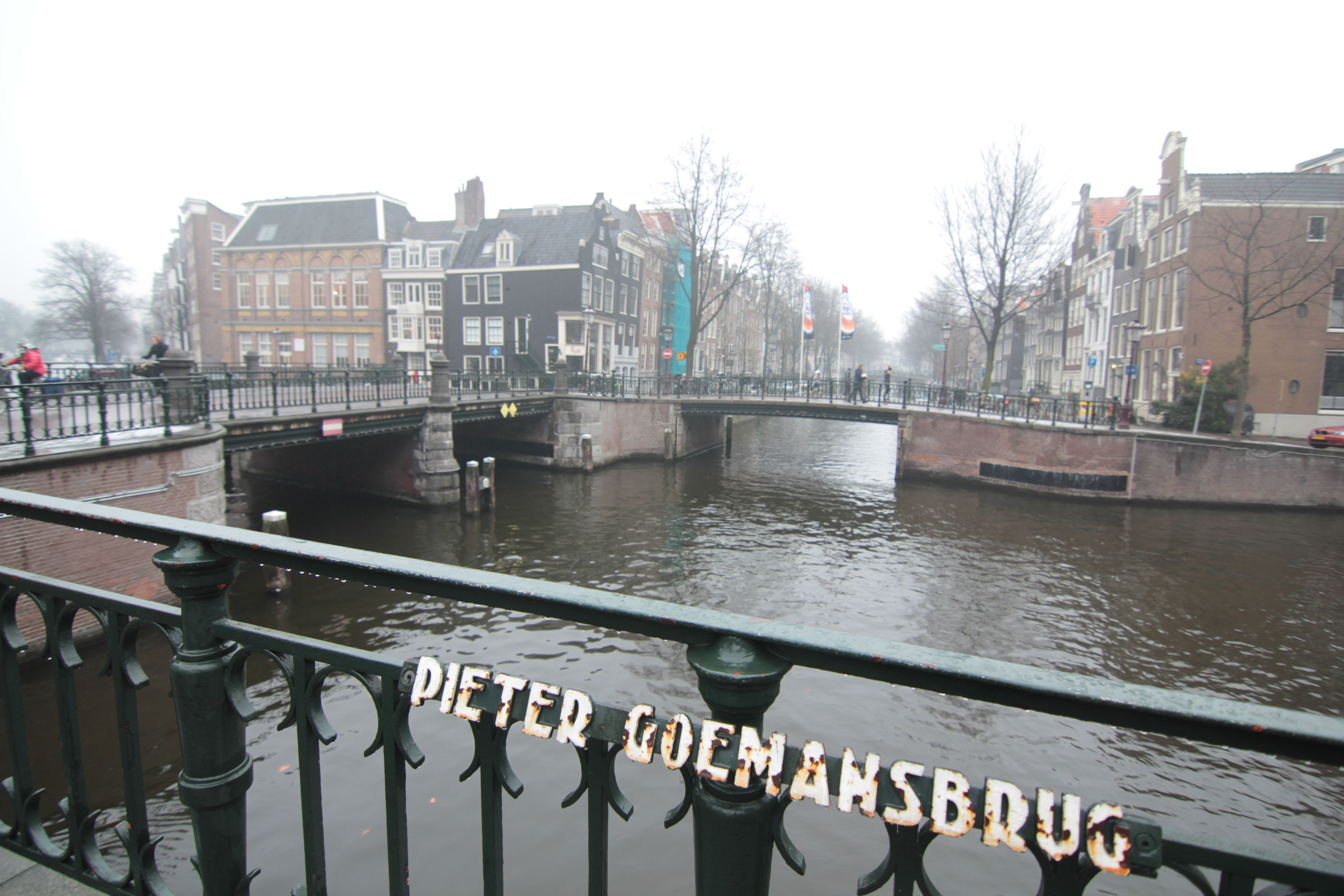
Naamplaat

De Pieter Goemansbrug is een vaste brug in Amsterdam-Centrum. Hij is vernoemd naar tekstschrijver Pieter Goemans en stond eerder officieus bekend als Bestedelingenbrug en/of Bestedelingensluis naar het ooit nabijgelegen Bestedelingenhuis (opvang voor wezen en armoedzaaiers of te wel bestedelingen), dat in 1950 werd samengevoegd met het toenmalige Paleis van Justitie.
De brug is gelegen in de Prinsengracht (westoever) en overspant de Leidsegracht. Ten noordwesten van de brug staat een aantal rijksmonumenten, zowel aan de Prinsengracht als aan de Leidsegracht.
Er ligt hier al eeuwen een brug. De kaart van stadsarchitect Daniël Stalpaert uit 1662 laat hier een brug zien in de kade van de Prince Graft over De Leydesche graft. Wellicht lag de brug er al eerder, maar de Leidsegracht vormde daarvoor nog de grens van de Amsterdamse bebouwing. Op die kaart is wel al het Bestedelingenhuis (Aelmoeseniers Weeshuys) te zien. Stalpaert heeft de brug vermoedelijk dagelijks gezien aangezien hij werkzaam was in het gebouw Leidsegracht 108, de stadstimmertuinen. Frederik de Wit liet op zijn kaart van 1688 zien hoe snel de stad groeide. De gehele Leidsegracht, bij Stalpeart nog onbebouwd, is bijna geheel bebouwd en ook de wijken ten westen van de Leidsegracht staan al enkele kavels na vol.
In 1866 lag hier een houten brug; een van de acht bruggen die vernieuwd zouden worden. Of de brug destijds daadwerkelijk werd vervangen is niet duidelijk. In 1894 werd opnieuw melding gemaakt van het vernieuwen van een vaste houten brug. Het was een ijzeren liggerbrug van de tekentafel van de Dienst der Publieke Werken. Voor de brug zou Willem Springer verantwoordelijk zijn geweest. In de jaren tien kwam de gemeente met het plan de Leidsegracht te dempen ten faveure van een route de stad uit. Het bleef bij plannen. In 1987 was de brug aan vervanging toe. De gemeente Amsterdam was destijds bezig met een omschakeling. De ijzeren liggerbruggen werden zoveel mogelijk vervangen door stenen boogbruggen, die beter in het 'oude' stadsbeeld zouden passen. Deze brug ontsnapte aan die wens en zo werd hier de ijzeren liggerbrug gereconstrueerd in staal.
In 2007-2008 werd de brug vernoemd naar tekstschrijver Pieter Goemans. Ze kreeg toen een officieel groen naambord en in 2008 een plaquette over Goemans. Hij schreef onder andere Aan de Amsterdamse grachten (1949), onder meer gezongen door Wim Sonneveld en zou hier zijn inspiratie vandaan hebben gehaald.
1 · 2 · 3 · 4 · 5 · 6 · 7 · 8 · 9 · 10 · 11 · 12 · 13 · 14 · 15 · 16 · 17 · 18 · 19 · 20 · 21 · 22 · 23 · 24 · 25 · 26 · 27 · 28 · 29 · 30 · 31 · 32 · 34 · 35 · 36 · 37 · 38 · 39 · 40 · 41 · 42 · 43 · 44 · 45 · 46 · 47 · 48 · 49 · 50 · 51 · 52 · 53 · 54 · 55 · 56 · 57 · 58 · 59 · 60 · 61 · 62 · 63 · 64 · 65 · 66 · 67 · 68 · 69 · 70 · 71 · 72 · 73 · 74 · 75 · 76 · 77 · 78 · 79 · 80 · 81 · 82 · 84 · 85 · 86 · 87 · 88 · 89 · 90 · 91 · 92 · 93 · 94 · 95 · 96 · 97 · 98 · 99 · >>>
Brugnummers 33 en 83 zijn niet (meer) vergeven